# NGC 296
NGC 296 ist eine leuchtschwache Balken-Spiralgalaxie vom Hubble-Typ SBb? im Sternbild Fische auf der Ekliptik. Sie ist schätzungsweise 251 Millionen Lichtjahre von der Milchstraße entfernt und hat einen Durchmesser von etwa 160.000 Lichtjahren. 
Das Objekt wurde  am 12. September 1784 von dem deutsch-britischen Astronomen Wilhelm Herschel entdeckt.
Gelegentlich wird unzutreffend NGC 296 mit der nahegelegenen Galaxie PGC 3274 assoziiert und dann PGC 3260 der Galaxie NGC 295 zugeordnet. Diese Interpretation beruht auf einem Fehler, den Ralph Copeland begangen hat, wobei er die Position von NGC 295 in Bezug auf die NGC 296 beschreibt. Er beobachtete vermutlich andere Galaxien, die bisher nicht zugeordnet werden konnten, weil kein Paar in der Gegend auf seine Beschreibung passt. Für seine Beschreibung gilt das Objekt NGC 295 daher als fehlend.